# Port lotniczy Port Sudan
Port lotniczy Port Sudan (IATA: PZU, ICAO: HSPN) – międzynarodowy port lotniczy położony 18 km na południe od centrum Port Sudan, w stanie Morze Czerwone, w Sudanie.

## Kierunki lotów i linie lotnicze
| Linia Lotnicza   | Kierunek                                                                                              |
| ---------------- | --- |
| Badr Airlines    | 1. Abu Zabi 2. Addis Abeba 3. Kair 4. Doha 5. Dubaj 6. Dżudda 7. Dżuba 8. Chartum 9. Maskat 10. Rijad |
| EgyptAir         | 1. Kair                                                                                               |
| Flydubai         | 1. Dubaj                                                                                              |
| Nile Air         | 1. Kair                                                                                               |
| Nova Airways     | 1. Chartum                                                                                            |
| Saudia           | 1. Dżudda                                                                                             |
| Sudan Airways    | 1. Kair 2. Dżudda 3. Chartum                                                                          |
| Tarco Aviation   | 1. Asmara 2. Kair 3. Dammam 4. Doha 5. Dubaj 6. Dżudda 7. Rijad 8. Szardża                            |
| Turkish Airlines | 1. Stambuł                                                                                            |